# Camillo Miola

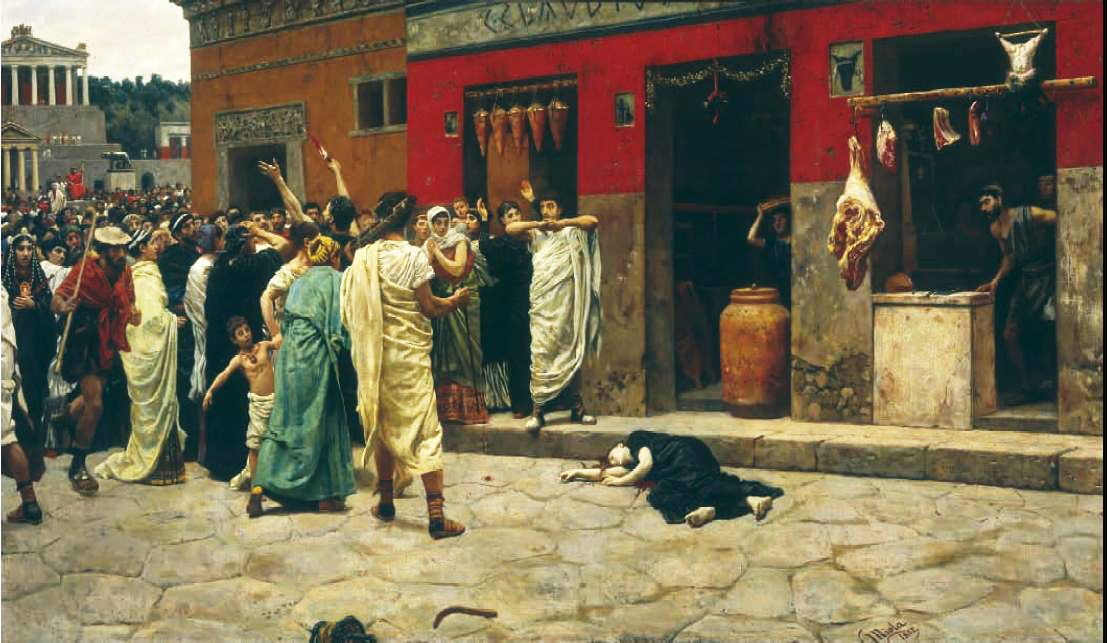
Il fatto di Virginia (1882). Napoli, Museo di Capodimonte

Camillo Miola, detto Biacca (Napoli, 14 settembre 1840 – Napoli, 4 maggio 1919), è stato un pittore italiano, tra i primi seguaci del morellismo.

## Biografia
Studia a Napoli dove intraprende inizialmente servizio in un ministero del governo borbonico, che abbandona nel 1861 per dedicarsi alla sua vera passione artistica. Viaggia a Roma (1864), Firenze e Milano e nel 1867 arriva a Parigi dove insieme ad altri artisti napoletani partecipa alla Esposizione Universale.

## Opere
Tra i suoi scritti vi sono:
- Stanislao Lista nell'arte e nell'insegnamento, Pistoia 1908.
- Pasquale Di Criscito pittore: cenno commemorativo, Napoli 1909.
- Ricordi morelliani, Napoli 1915.
- Eduardo Dalbono, Napoli 1917.